# Uwolnienie cen
Uwolnienie cen – pojęcie w ekonomii stosowane w odniesieniu do procesu urynkowienia cen w trakcie przejścia z gospodarki centralnie sterowanej do gospodarki wolnorynkowej. Ceny po uwolnieniu są regulowane przez rynek a nie przez państwo.